# Räckhals järnvägsstation
Räckhals järnvägsstation (Rkl, finska Rekolan rautatieasema) är en järnvägsstation i Vanda i stadsdelen Räckhals. Den ligger mellan stationerna Björkby och Korso. Avståndet från Helsingfors centralstation är cirka 20 kilometer. Vid stationen stannar närtrafikens tåg K (Helsingfors–Kervo) och T (Helsingfors–Riihimäki).